# Anoba angulilinea
Anoba angulilinea är en fjärilsart som beskrevs av Holland 1894. Anoba angulilinea ingår i släktet Anoba och familjen nattflyn. Inga underarter finns listade i Catalogue of Life.